# Schöppenstedt
Schöppenstedt est une municipalité allemande du land de Basse-Saxe et de l’arrondissement de Wolfenbüttel.

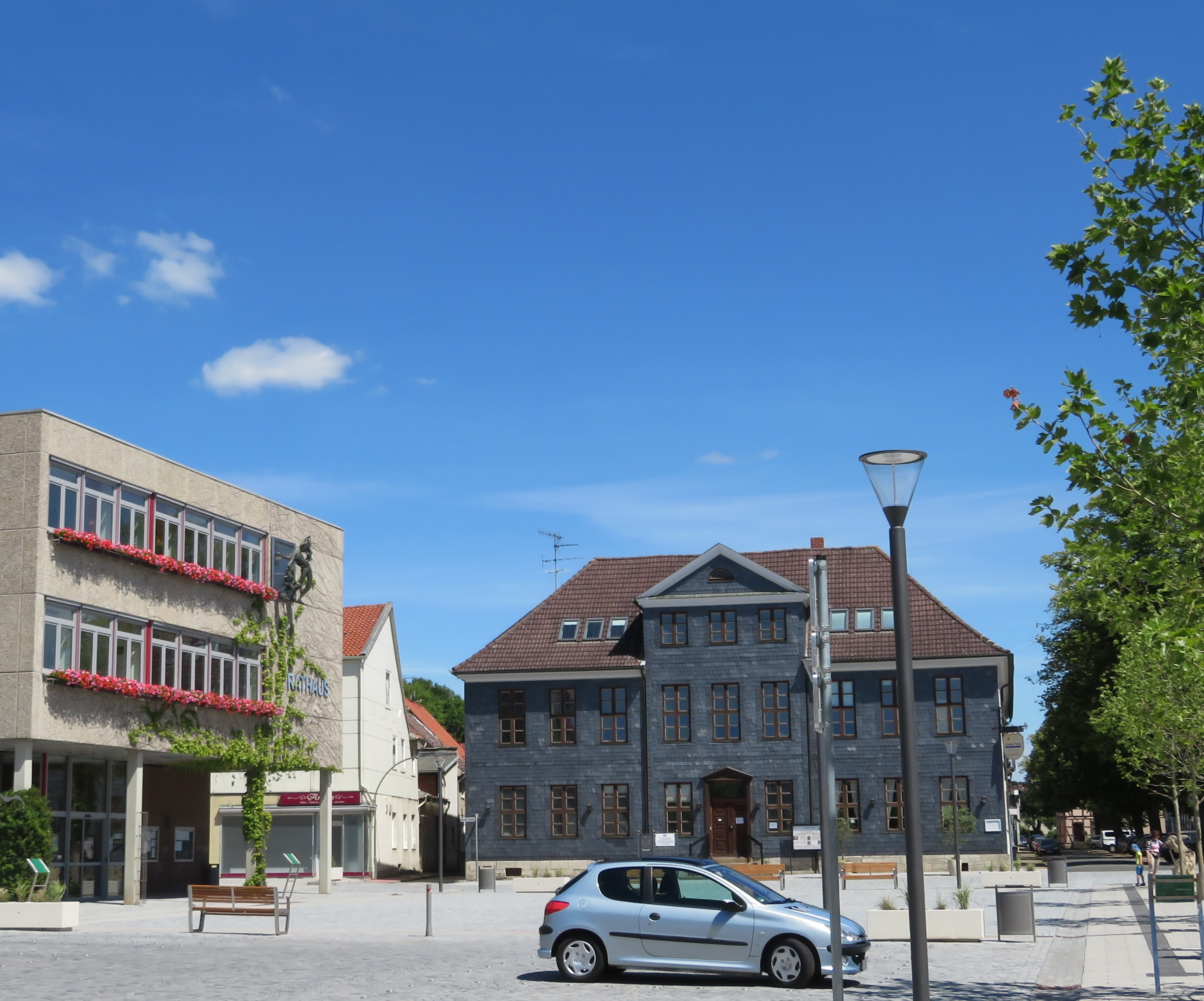
Place du marché de Schöppenstedt